# Topanga

Localizzazione di Topanga all'interno dell'area della contea di Los Angeles

Topanga è un'area non incorporata (cioè non amministrata da una municipalità) che si trova nella parte occidentale della contea di Los Angeles, in California (Stati Uniti). La località si trova sulle Santa Monica Mountains, presso il Topanga Canyon, e si estende su di una superficie di 52 km²; confina su tre lati con aree protette, mentre a sud confina con l'Oceano Pacifico e con la città di Malibù. Nel 2000 Topanga contava 5 441 abitanti. Il suo codice postale è 90290.

## Il Topanga Canyon

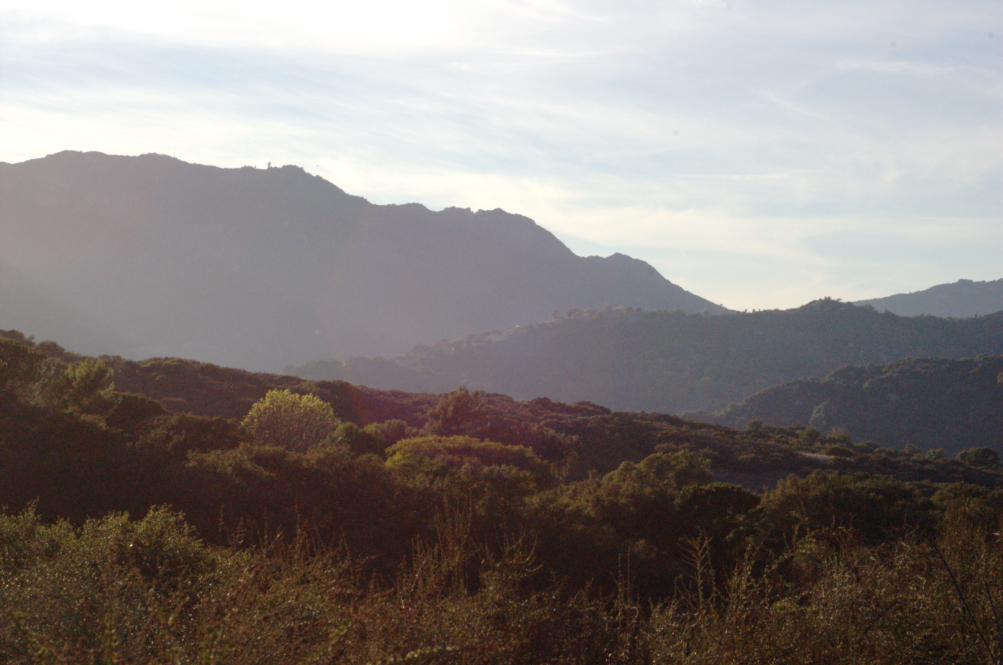
Una vista del Topanga Canyon

Il Topanga Creek raccoglie tutto il bacino idrografico del Topanga Canyon, il terzo per dimensioni fra quelli che confluiscono nella baia di Santa Monica (in questa zona si hanno annualmente circa 50 centimetri di precipitazioni). In questi torrenti, fra i pochi non danneggiati dall'opera dell'uomo, si trovano alcune aree riproduttive della trota iridea. Gran parte dell'area del Topanga Canyon è sottoposta a vincoli di conservazione, sia sotto forma di parco statale che come aree protette.

## Storia
Topanga è il nome dato a queste terre dalla tribù nativa dei Tongva, con il probabile significato di "un posto più in alto". Questo era il confine occidentale del loro territorio, confinante con quello della tribù Chumash, che occupava la costa dall'odierna Malibù verso nord. Nell'area di Topanga sono stati rinvenuti numerosi mortai scavati nella roccia.
Il primo insediamento di coloni europei a Topanga risale al 1839. Negli anni venti del XX secolo il Canyon divenne un luogo di villeggiatura (soprattutto nei weekend) per molte star di Hollywood: numerose abitazioni vennero costruite proprio per questo scopo. Negli anni sessanta il Canyon iniziò ad attrarre molti artisti della nuova generazione. Nel 1965 si stabilì qui Wallace Berman, un artista newyorkese, e anche Neil Young visse a lungo qui, prima col produttore David Briggs e poi in una casa di sua proprietà; la maggior parte della registrazione dell'album After the Gold Rush è avvenuta nel suo studio di Topanga. Visse qui anche Charles Manson ed alcuni membri della Manson family iniziarono qui la loro campagna di omicidi il 31 luglio 1969 con l'assassinio di Gary Hinman, un insegnante di musica.
A causa della sua ubicazione fra le Santa Monica Mountains, Topanga è un luogo che attira numerosi appassionati di trekking e mountain bike. Numerosi inseguimenti cinematografici e televisivi sono stati girati su queste strade sfruttando il panorama circostante.
Il Topanga State Park è una delle più grandi riserve all'interno di un panorama urbano che ci siano nel mondo; le sue aree più famose risiedono nei dirupi a picco sull'oceano, ma la combinazione della scarsa piovosità e dei venti caldi che spesso soffiano in questa zona ne fanno una zona ad alto rischio di incendi.

## Abitanti famosi
Topanga è nota per essere un'enclave bohémien che attira artisti da tutti gli Stati Uniti. Fra i primi a stabilirsi qui ci fu il musicista Woody Guthrie, ma fra i musicisti famosi che hanno scelto di abitare a Topanga vi sono Neil Young, Devendra Banhart, Billy Preston, Joni Mitchell, Stephen Stills, Bernie Leadon, Don Felder, Gram Parsons, Jim Morrison, John Densmore, Mick Fleetwood, Spanky McFarland, Lowell George, JC Crowley, Toni Basil, Julia Fordham, Richie Hayward, Fred Tackett, Taj Mahal, Pee Wee Crayton, Big Joe Turner, Alice Cooper, Van Morrison, Ryan Bingham, Leif Eason, Mark Andes, Jay Ferguson, John Locke, Matt Andes, Kirby Cohee, Justin Chancellor, Adam Jones, Bob Hite, Alan Wilson. La presenza di musicisti a Topanga fu così massiccia che nel 1982 venne fondata la Topanga Symphony Orchestra.
Numerosi sono anche gli attori, come Amy Smart, Dean Stockwell, Dennis Hopper, Eliza Coupe, Emile Hirsch, Eric Mabius, Lisa Bonet, Keith Carradine, Robin Williams,  Rocco Antonio Tano, Teri Garr, Viggo Mortensen, Wendie Malick, Will Geer, Ewan McGregor.
Nella parte che dà direttamente sull'oceano del Topanga Canyon, chiamata Lower Topanga Canyon, vissero stelle come Humphrey Bogart, Peter Lorre, Bertolt Brecht, Carole Lombard, Shirley Temple, Johnny Weissmuller e Ida Lupino. Nel 2001 questa zona è stata acquistata dal Topanga State Park, con lo scopo di riportarla al suo stato originario. Solo il 2% del territorio sono abitati, ma l'amministrazione del Parco ha dato agli abitanti incentivi economici per poter traslocare altrove, politica che ha comunque incontrato numerose resistenze.

## Disastri naturali
Il clima del Topanga Canyon può dar luogo ad incendi e ad inondazioni. Fra gli incendi più distruttivi si ricordano quelli del 6 novembre 1961 (che arse quasi 40 km² di territorio) e quello del 2 novembre 1993, che provocò la più grande mobilitazione di strutture d'emergenza nella storia della California (in una sola ora andarono bruciati 4 km² di superficie, 67 km² dopo una settimana, quando l'incendio venne domato). Inondazioni ci furono invece nel 1980 e nel periodo 1997 - 98, quando caddero circa 150 centimetri di pioggia (una quantità record per questa zona).